# Rosneft
PJSC Rosneft Oil Company (Росне́фть) er et russisk olie- og gasselskab. Rosneft er specialiseret i efterforskning, udvindelse, produktion, raffinering, transport og salg af olie, gas og olieprodukter. Den børsnoterede virksomhed kontrolleres af den russiske stat gennem holdingselskabet Rosneftegaz. I 2021 var virksomhedens omsætning på 122 mia. US $ og der var 334.600 ansatte i 2019. Virksomhedens hovedkvarter er i Moskva.
Rosneft blev etableret i 1993 som en statsejet russisk virksomhed og blev så indarbejdet i 1995 gennem overtagelse af en række statskontrollerede olie- og gasaktiver. Det blev Ruslands ledende olieselskab efter køb af aktiver fra det tidligere Jukos. TNK-BP blev opkøbt i 2013.